# Roger Christiansen
Roger S. Christiansen (New London, Connecticut, 2 de octubre de 1952-Waterford, Connecticut, 8 de julio de 2025) fue un director de televisión estadounidense.

## Biografía
Christiansen trabajó como director, director adjunto y coordinador técnico para serie de televisión como Friends, Joey, Girlfriends, Hannah Montana, Drake & Josh, iCarly, Zoey 101, True Jackson, VP, Suddenly Susan, Murphy Brown, Mad About You, The Drew Carey Show y For Your Love.
Además, Christensen también enseñó en la USC School of Cinematic Arts, Universidad de Columbia, Cine de la División de la Universidad de Tokio de tecnología y la Escuela de Cine y Televisión en Cuba.
Christensen es un Maestro de Artes Cinematográficas con Beijing DeTao Masters Academy (DTMA), un alto nivel, multidisciplinar, orientado a la aplicación institucional de la educación superior en Shanghái, China.